# Eupsilia tristigmata
Eupsilia tristigmata är en fjärilsart som beskrevs av Augustus Radcliffe Grote 1877. Eupsilia tristigmata ingår i släktet Eupsilia och familjen nattflyn. Inga underarter finns listade i Catalogue of Life.